# Knobbelbladjager
De knobbelbladjager (Dioctria rufipes) is een vliegensoort uit de familie van de roofvliegen (Asilidae). De wetenschappelijke naam van de soort is voor het eerst geldig gepubliceerd in 1776 door De Geer.